# (4445) Jimstratton
(4445) Jimstratton es un asteroide perteneciente al cinturón de asteroides, descubierto el 15 de octubre de 1985 por Kenzo Suzuki y el también astrónomo Takeshi Urata desde el Toyota Observatory, Japón.

## Designación y nombre
Designado provisionalmente como 1985 TC. Fue nombrado Jimstratton en honor al ingeniero estadounidense James Michael Stratton que fue parte importante para la misión New Horizons con destino a Plutón y al cinturón de Kuiper.

## Características orbitales
Jimstratton está situado a una distancia media del Sol de 2,267 ua, pudiendo alejarse hasta 2,699 ua y acercarse hasta 1,834 ua. Su excentricidad es 0,190 y la inclinación orbital 2,859 grados. Emplea 1246 días en completar una órbita alrededor del Sol.

## Características físicas
La magnitud absoluta de Jimstratton es 13,8. Tiene 4,138 km de diámetro y su albedo se estima en 0,216.